# بوژمه (استان وارمی-ماسوری)
بوژمه (به لهستانی:  Borzymy) یک روستا در لهستان است که در گمینا کالینووو واقع شده‌است.